# Parodia muricata
Parodia muricata ist eine Pflanzenart aus der Gattung Parodia in der Familie der Kakteengewächse (Cactaceae). Das Artepitheton muricata leitet sich vom lateinischen Wort muricate ab und verweist auf die Mitteldornen der Art.

## Beschreibung
Parodia muricata wächst einzeln oder sprosst reichlich. Die glauk leuchtend grünen, kugelförmigen bis säulenförmigen Triebe erreichen Durchmesser von bis zu 20 Zentimeter. Der Triebscheitel ist häufig eingesenkt. Die 16 bis 20 welligen Rippen sind stumpf. Die drei bis vier bräunlichen Mitteldornen weisen eine Länge von bis zu 1,8 Zentimeter auf. Die 15 bis 20 (selten ab 10) haarartigen Randdornen sind weiß und bis zu 0,8 Zentimeter lang.
Die gelben Blüten erreichen Längen von bis zu 3 Zentimeter und Durchmesser von 4,5 Zentimeter. Ihr Perikarpell und die Blütenröhre sind mit Wolle und Borsten besetzt. Die Narben sind dunkelrot. Die tönnchenförmigen Früchte werden bei Reife olivgrün und weisen Längen von bis zu 1 Zentimeter (selten bis zu 3 Zentimeter) auf.

## Verbreitung, Systematik und Gefährdung
Parodia muricata ist im brasilianischen Bundesstaat Rio Grande do Sul verbreitet.
Die Erstbeschreibung als Echinocactus muricatus durch Ludwig Georg Karl Pfeiffer wurde 1837 veröffentlicht. Andreas Hofacker stellte die Art 1998 in die Gattung Parodia. Weitere nomenklatorische Synonyme sind Malacocarpus muricatus (Link & Otto ex Pfeiff.) Britton & Rose (1922, unkorrekter Name ICBN-Artikel 11.4), Notocactus muricatus (Link & Otto ex Pfeiff.) A.Berger (1929) und Peronocactus muricatus (Link & Otto ex Pfeiff.) Doweld (1999, unkorrekter Name ICBN-Artikel 11.4).
In der Roten Liste gefährdeter Arten der IUCN wird die Art als „Endangered (EN)“, d. h. als stark gefährdet geführt.

## Nachweise